# 臺北市私立薇閣高級中學
臺北市私立薇閣高級中學， 是一所位於臺北市北投區的私立高級中學，設有高中部與國中部，主要採單獨招生制。

## 校史
臺北市私立薇閣高級中學前身為私立珠海高級商業職業學校，由廣東軍閥陳濟棠創辦，他在香港也創辦同名的珠海學院，此校獲中華民國教育部承認，故對臺灣方面稱呼為「私立珠海大學」，後被私立薇閣小學董事會併購。珠海高商在停止招生後於1993年11月11日改制為臺北市私立薇閣高級中學，並於1994年8月1日開始招生。董事長為李傳洪先生。第一任校長是黃有為先生、第二任校長是李光倫先生。
2024年8月1日李光倫校長改為總校長，校長由前成功高中校長孫明峯校長接任。

## 外部連結
- 官網 （页面存档备份，存于）